# Coorte equitata
La coorte equitata (latino: cohors equitata; plurale: cohortes equitatae) fu un corpo di unità ausiliarie dell'esercito romano, composto sia da fanti che da cavalieri. Costituiva la combinazione tra una cohors peditata ed un'ala di cavalleria. Poteva essere composta da 500 armati (quingenaria) a 1.000 circa (milliaria).

## Storia e struttura interna

### Epoca repubblicana
Un primo esempio di unità mista di cavalieri e fanti viene racconto da Tito Livio nel corso dell'assedio di Capua durante la seconda guerra punica (212-211 a.C.). Poiché i combattimenti equestri, che continuavano a susseguirsi durante l'assedio, avevano visto le truppe campane prevalere su quelle romane, fu così che, grazie all'iniziativa di un centurione, un certo Quinto Navio, venne adottata una nuova tattica di battaglia che permettesse agli assedianti di prevalere sugli assediati:
(Livio, XXVI, 4.4-5.)
Quando si ritenne che tale manovra poteva essere compiuta in sicurezza grazie ad un adeguato e quotidiano addestramento, i Romani avanzarono nella pianura che si trovava tra i loro accampamenti e le mura della città assediata, pronti a combattere contro le forze di cavalleria campane. Giunti a tiro di giavellotto dalla cavalleria nemica, venne dato il segnale ed i velites scesero da cavallo all'improvviso; lanciarono quindi i loro numerosi giavellotti in modo così rapido e violento da ferire moltissimi cavalieri campani, totalmente impreparati ad un simile attacco. La rapidità dell'attacco generò tra le file campane più spavento che un danno reale. I cavalieri romani allora, lanciatisi contro un nemico sbalordito, lo misero in fuga, facendone grande strage fino alle porte della città. Da quel momento venne stabilito presso le legioni vi fosse un reparto di velites pronti a dare sostegno alla cavalleria.
In seguito alla guerra sociale degli anni 91-88 a.C., il fatto di aver conferito a tutte le popolazioni dell'Italia antica la cittadinanza romana, non fece altro che eliminare le cosiddette Alae di socii (costituite da fanti e cavalieri). Fu, pertanto, una necessità crescente quella di impiegare formazioni di fanteria "leggera" e di cavalleria "ausiliaria" presa dagli stati clienti o alleati (fuori dai confini italici), tanto più che con la riforma di Gaio Mario gli equites legionis erano stati soppressi. Non è un caso che Gaio Giulio Cesare, abbia a più riprese cominciato ad utilizzare contingenti di cavalieri di popolazioni alleate nel corso della conquista della Gallia. Reclutò tra le sue file soprattutto Galli e Germani, inquadrando queste nuove unità sotto decurioni romani, con grado pari a quello dei centurioni legionari ed un praefectus equitum. La stessa cosa avvenne anche nel corso della guerra civile che seguì tra Cesare e Pompeo degli anni 49-45 a.C.

### La riorganizzazione augustea

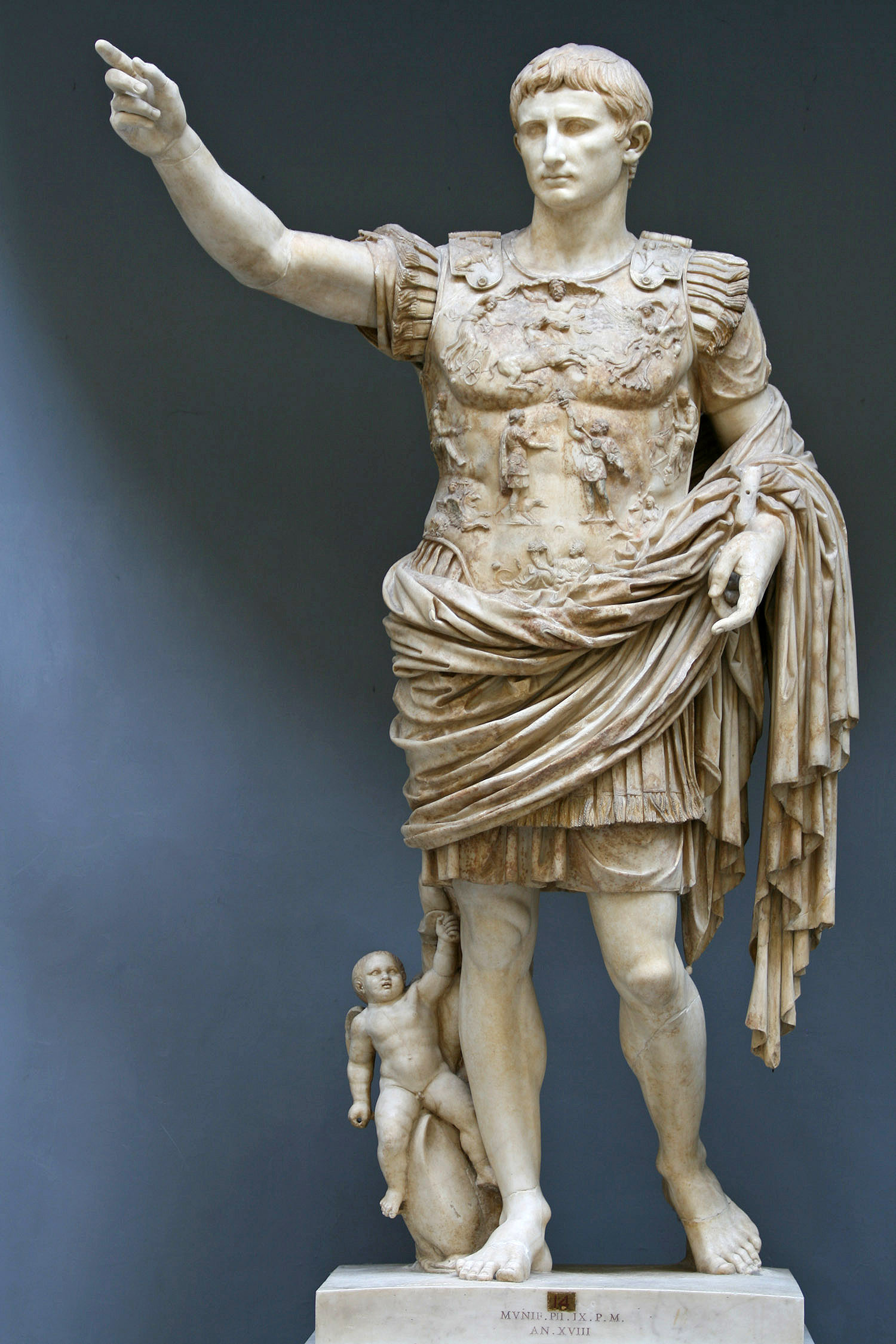
Statua di Augusto in uniforma militare (paludamentun).

Augusto, dopo la battaglia di Azio del 31 a.C., si vide costretto a decidere non soltanto quante legioni dovessero essere trattenute in servizio, ma anche quante truppe di auxilia fosse necessario inquadrare permanentemente nell'esercito. I loro reparti erano sottoposti al legato della legione pur rimanendo nettamente distinti da questa.
Gli auxilia costituivano la seconda componente fondamentale dell'esercito. In base al grado di specializzazione delle forze legionarie ed ai loro limiti tattici, è chiaro che gli auxilia non erano solo delle forze aggiuntive, ma complementari rispetto alle legioni (cavalleria "leggera" o "pesante", arcieri "a piedi" o a cavallo, e "fanteria leggera"). Probabilmente molte di queste unità non esistevano prima della battaglia di Azio, ma i nomi di alcuni squadroni di cavalleria fanno pensare che siano stati reclutati in Gallia dagli ufficiali di Cesare.

#### Composizione
Di loro abbiamo notizia fin dal principato di Augusto, da un'iscrizione rinvenuta a Venafro nel Sannio. Si caratterizzavano dalle normali coorti ausiliarie per essere unità militari miste. Erano, infatti, composte da sotto-unità di fanti e cavalleria per lo più provinciali (nella condizione di peregrini), i quali aspiravano, al termine di un servizio lungo oltre un paio di decenni, ad ottenere la cittadinanza romana. Sebbene siano state utilizzate da Cesare nel corso della conquista della Gallia, la loro organizzazione, così come ci è stata tramandata, appartiene al processo di messo in atto da Augusto dell'intero sistema militare romano.
Le coorti equitatae avevano una struttura similare a quelle delle cohortes peditatae per la parte di fanteria, ed alle alae per quella di cavalleria. Erano inizialmente sottoposte ad un praefectus cohortis equitatae quando erano ancora quingenariae e formate da peregrini, in seguito ad un tribunus militum se milliariae o se costituite da cives Romani.
Erano formate da 6 centurie di 80 fanti ciascuna (secondo Giuseppe Flavio da 6 centurie di 100 fanti) e 4 turmae di cavalleria di 32 cavalieri ciascuna, per un totale di 480 fanti e 128 cavalieri.
A partire dalla dinastia dei Flavi, furono introdotte per prime le unità ausiliarie milliariae, ovvero composte da circa 1.000 armati (create ex novo oppure incrementandone gli armati da una preesistente quingenaria).
| Tipologia di unità ausiliarie | servizio              | comandante                    | subordinato                         | N. di sotto-unità     | Forza della sotto-unità | Forza dell'Unità                                  |
| ----------------------------- | --------------------- | ----------------------------- | ----------------------------------- | --------------------- | ----------------------- | ------------------------------------------------- |
| Cohors equitata quingenaria   | fanteria e cavalleria | praefectus cohortis equitatae | centurione (fanti) decurione (cav)  | 6 centuriae 4 turmae  | 80 30                   | 600 (480 fanti/120 cav.) 720 (600 fanti/120 cav.) |
| Cohors equitata milliaria     | fanteria e cavalleria | tribunus militum              | centurione (fanti) decurione (cav.) | 10 centuriae 8 turmae | 80 30                   | 1.040 (800 fanti/240 cav.)                        |

Secondo la tesi di G. L. Cheesman, i cavalieri di una cohors equitata potrebbero essere stati utilizzati soprattutto per veloci spostamenti (messaggeri), mentre normalmente combattevano a piedi: avrebbero costituito insomma una fanteria montata. R. W. Davies ritiene invece che formassero una vera e propria forza di cavalleria aggiuntiva, anche se di seconda linea, rispetto alle comuni alae. Questa seconda opinione sembra essere confermata da alcuni passaggi dei discorsi pronunciati da Adriano in Africa. Le cohortes equitatae servivano in quanto corpo a sé stante, e non facente capo a un esercito o a una legione. In caso di guerra su larga scala, cavalleria e fanteria, avrebbero combattuto con i loro rispettivi corpi e non come forze indipendenti afferenti alla cohors.

#### Gerarchia interna: ufficiali,principaleseimmunes
In epoca augustea erano affidate al comando di un re o principe cliente nativo del posto, almeno fino a dopo Tiberio, quando furono poi sottoposte ad un praefectus cohortis equitatae dell'ordine equestre.
Il corpo di truppa di una cohors equitata quingenaria, oltre agli ufficiali (il praefectus cohortis, a sei centurioni e 4 decurioni), si divideva in tre sotto-categorie:
- i principales, ovvero quei sotto-ufficiali in grado di comandare piccoli distaccamenti o, all'occorrenza, prendere il posto degli ufficiali della compagnia. Si trattava dell'imaginifer (il portatore dell'immagine dell'imperatore) oltre probabilmente ad un vexillarius (colui che aveva il vessillo della coorte). A questi andavano aggiunti:
  - per la parte di fanteria: sei signifer (portatore dell'insegna delle sei centurie che componevano la coorte), sei optio singularium (attendenti dei centurioni e del praefectus cohortis) e di sei tesserarius (uno per centuria).[22][23][24]
  - per la parte di cavalleria: quattro duplicarii (comandante della retroguardia, secondo in comando nella turma) e quattro sesquiplicarii (terzo in comando della turma, con compiti amministrativi e di logistica).[22][23][24]
- gli immunes, ovvero tutti quei fanti/cavalieri che, seppure non fossero neppure sotto-ufficiali, erano immuni dal dover svolgere certi servizi o compiti di "routine", spesso "pesanti".[22] Si trattava di un cornicularius (attendente del praefectus[25]), alcuni statores (guardie per la sicurezza, messaggeri), un librarius (impiegato[26]), un actuarius ed un numero imprecisato di beneficiarii[27] (tra cui anche il medicus ordinarius[28] e forse il capsarius[29]).[22][23][24] A questi andavano aggiunti:
  - per la parte della fanteria, di sei curator (contabile, uno per centuria), alcuni "musici" per trasmettere gli ordini come il cornicen, il tubicen ed il bucinator.[22][23][24]
  - per la parte di cavalleria, di uno strator (addestratore e addetto ai cavalli), 4 signifer turmae (portatore dell'insegna, uno per turma), 4 custos armorum (curatore delle armi, uno per turma) ed altri 4 curator (contabile, uno per turma).[22][23][24]
- tutti gli altri fanti/cavalieri, non compresi nelle prime due categorie.

In sostanza secondo i conteggi del Cheesman, in una Cohors equitata quingenaria, c'erano a parte il praefectus cohortis equitatae, 6 centuriones e 4 decuriones (ufficiali), 27 principales ed un numero imprecisato di immunes.

#### Reparti di fanteria e cavalleria "leggera"
Le cohortes equitatae dopo la riforma augustea erano costituite da differenti tipologie di cavalleria e fanteria "leggera", come segue:
- reparti di frombolieri (es. quelli delle Baleari), dotati normalmente di un fionda, per infastidire il nemico da lontano, prima dello scontro diretto tra fanterie pesanti; avevano un ruolo simile a quello ricoperto in epoca repubblicana dai velites prima della riforma di Gaio Mario;
- reparti di cavalleria come quella numida o maura, molto veloci negli spostamenti, utili per colpire ai fianchi dello schieramento avversario, e poi ritirarsi rapidamente senza subire perdite; dotati di un piccolo scudo rotondo (clipeus), una spatha che a volte raggiungeva i 90 cm[31] (certamente più lunga rispetto al gladio del legionario), una lancea più leggera (normalmente lunga 1,8 metri[31]) ed in alcuni casi un'armatura (lorica hamata o squamata);
- unità di fanteria e cavalleria sagittaria, formate soprattutto da arcieri orientali[32] o Traci[33] a piedi o a cavallo.

Quindi le forze di cavalleria della cohors equitata assolvevano sia alla funzione di cavalleria d'incalzo (con armi da lancio, quali frecce e giavellotti), utile ad azioni di disturbo delle truppe nemiche in fase di approccio allo scontro o durante la stessa battaglia, sia a quella di cavalleria di combattimento, anche se erano più adattate al primo ruolo e difficilmente avrebbero potuto costituire un corpo di buona cavalleria d'urto (con la lunga lancia da cavaliere, il contus).

#### Durata servizio, paga e congedo

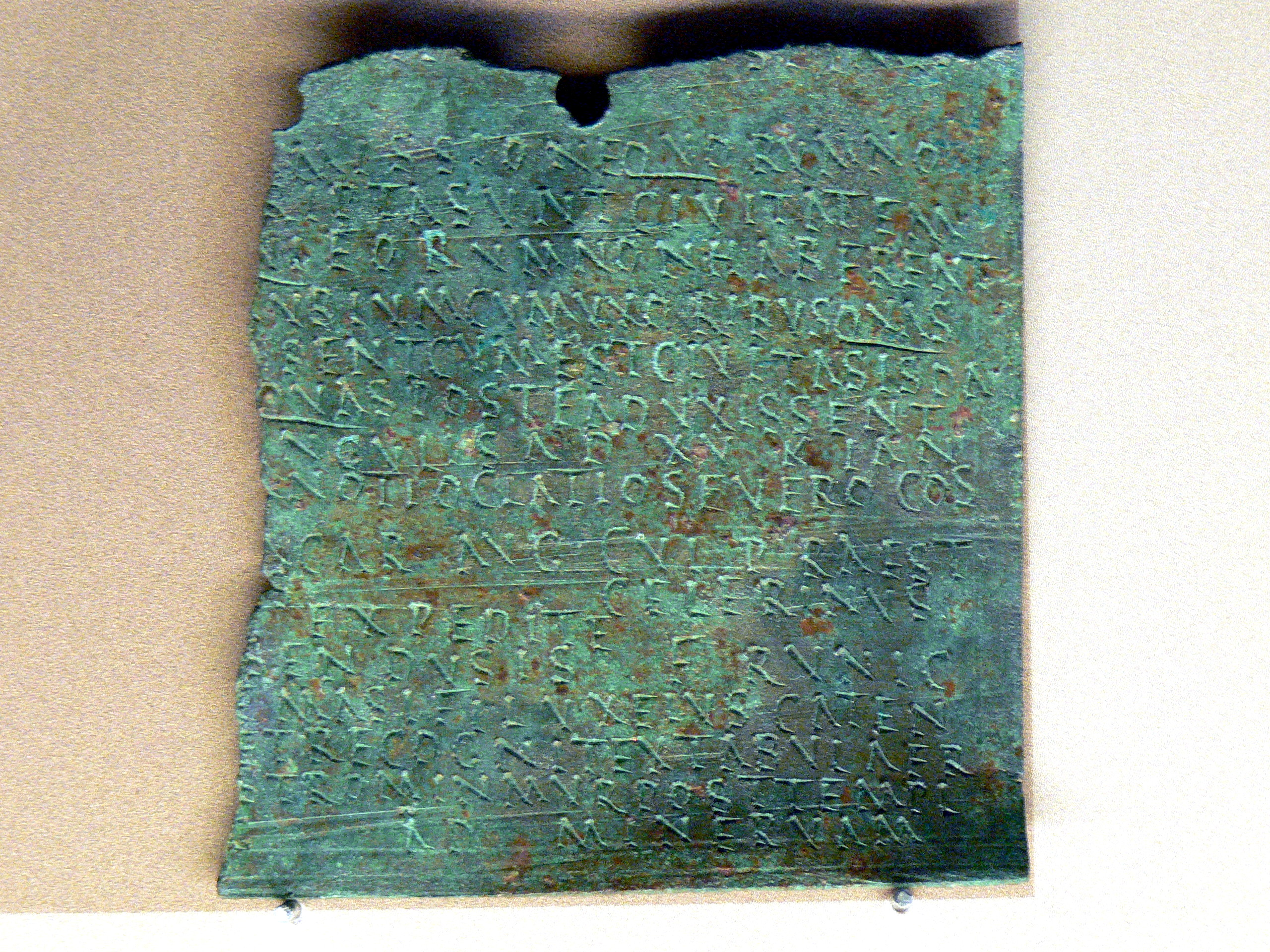
Diploma militaria di una tipica cohors.

I fanti e cavalieri ausiliari prestavano servizio per 25 anni, al termine del quale ricevevano un diploma militare che ne attestava il congedo (honesta missio), oltre ad un premio (in denaro o un appezzamento di terra, quasi fosse una forma di pensione dei giorni nostri), la cittadinanza romana ed il diritto di sposarsi. La paga (stipendium) per un fante di cohors equitata si aggirava attorno ai 150 denari (meno di un legionario che riceveva invece 225 denari annui), mentre per un cavaliere era meno di un cavaliere d'Ala ma più di un fante di cohors peditata (attorno ai 200 denarii). La paga fu successivamente aumentata di un quarto, sotto l'imperatore Domiziano, portando così il compenso annuo di un fante a 200 denari e di un cavaliere a 266 denari.

#### Lungo illimes
Le unità miste delle cohortes equitatae furono distribuite lungo l'intero percorso del limes (la fanteria occupando le fortificazioni del sistema, la cavalleria sorvegliando le zone di confine), dalla provincia di Britannia a quelle orientali di Siria ed Egitto passando attraverso il limes renano e quello danubiano. L'elenco completo lo potete trovare qui.